# 笠置わか菜
笠置 わか菜（かさぎ わかな、1977年6月2日 - ）は、福島放送のアナウンサー。
香川県高松市出身。日本女子大学卒業。

## 略歴
2000年に福島放送に入社。2010年までは地上デジタル放送推進大使を務めていた。

## 人物
2005年1月放送の「アタック25新春恒例!系列局女子アナ大会」では大久保尚子と出場し優勝した。
アナウンサーの傍らドキュメンタリー番組のディレクターとしても活動している。
母親も元アナウンサーで、地元のラジオ局でパーソナリティを務めていた。

## 担当番組

### 現在
- 2023年現在産休中[4]

### 過去
- TVイーハトーブ土曜のてっぺん
- ヒューマンバラエティ 日曜のマゼラン（2004年 - 2005年）
- ウィークエンドケア（ - 2006年6月30日）
- ふくしまスーパーJチャンネル（2005年4月1日 - 2006年2月24日 金曜担当、2006年3月1日 - 2013年3月28日 月曜 - 木曜担当、2013年4月3日 - 2015年3月27日 水 - 金曜担当）司会
- 女子アナおしゃべり小部屋べしゃるーむ（2010年4月 - 2014年3月）（不定期）
- ふくしま経済ナビゲーション（2015年4月22日 - 2017年3月18日）司会
- ドミソラ2（2016年4月2日 - 2017年3月25日）MC
- 福島まるごとライブ ヨジデス（2017年4月3日 - 2021年9月29日）MC
- シェア!（2021年10月8日 - 2022年12月）金曜MC